# Енріке Альфаро
Енріке Альфаро (ісп. Enrique Alfaro, нар. 11 грудня 1974, Мехіко) — мексиканський футболіст, що грав на позиції півзахисника за «Толуку» та національну збірну Мексики.

## Клубна кар'єра
У дорослому футболі дебютував 1994 року виступами за команду «Толука», кольори якої і захищав протягом усієї своєї дев'ятирічної кар'єри гравця. Більшість часу, проведеного у складі «Толуки», був основним гравцем команди.

## Виступи за збірну
1996 року дебютував в офіційних матчах у складі національної збірної Мексики.
У складі збірної був учасником розіграшу Золотого кубка КОНКАКАФ 1998 року у США, здобувши того року титул континентального чемпіона.
Загалом протягом кар'єри в національній команді, яка тривала 3 роки, провів у її формі 20 матчів, забивши 2 голи.